# Oh! Nursie! (film 1923)
Oh! Nursie! è un cortometraggio muto del 1923 scritto, sceneggiato e diretto da Albert Herman.

## Produzione
Il film fu prodotto dalla Century Film.

## Distribuzione
Distribuito dall'Universal Pictures, il film - un cortometraggio in due bobine - uscì nelle sale cinematografiche USA il 2 maggio 1923.